# Castroverde
Castroverde – miasto w Hiszpanii w regionie Galicja w prowincji Lugo. Leży ono w strefie klimatu kontynentalnego z wpływami klimatu oceanicznego.